# Colley Cibber
Colley Cibber (Londra, 6 novembre 1671 – 12 novembre 1757) è stato un drammaturgo e attore teatrale inglese.
Il suo colorito libro autobiografico Apology for the Life of Colley Cibber (1740), descrive la sua vita in modo aneddotico e con uno stile abbastanza stravagante. Fu autore di 25 opere rappresentate dalla sua compagnia del Drury Lane, metà di queste opere erano degli adattamenti che Robert Lowe e Alexander Pope definirono come "miserevoli mutilazioni" del "crocifisso Molière e dello sventurato Shakespeare". Cibber si considerava in primo luogo un attore che divenne popolare per i suoi ruoli comici ma che per il suo voler persistere nei ruoli tragici venne messo alla berlina. La personalità sfacciata ed estroversa di Cibber non andava a genio ai suoi contemporanei e gli furono imputate produzioni teatrali di cattivo gusto, un affarismo da sottobanco ed un opportunismo sociale e politico che gli fece ottenere il titolo di poeta laureato a discapito di poeti di gran lunga migliori. Raggiunse il vertice di un'infamante notorietà quando divenne il bersaglio principale del poema satirico The Dunciad di Alexander Pope.
L'opera poetica di Cibber fu oggetto di derisione e veniva citata solo come esempio di pochezza. La sua importanza nella storia del teatro inglese si basa sul suo essere stato uno dei primi di una lunga serie di attori direttori di teatro, sull'aver scritto un paio di commedie interessanti nel mostrare l'evoluzione del gusto e dell'ideologia agli inizi del XVIII secolo, e sul valore della sua autobiografia come fonte storica.

## Biografia
Cibber nacque in Southampton Street, Bloomsbury, Londra. Era il figlio maggiore di Caius Gabriel Cibber, uno scultore originario della Danimarca. Sua madre, Jane Colley, proveniva da una famiglia gentilizia di Glaston, nella contea di Rutland. Cibber frequentò la King's School di Grantham dal 1682 fino all'età di 16 anni, ma non riuscì ad essere ammesso al Winchester College, fondato da William di Wykeham, un suo antenato per linea materna. Nel 1688, egli entrò a servizio del mecenate di suo padre, William Cavendish, I duca di Devonshire, che fu uno dei principali fautori della Gloriosa Rivoluzione. Dopo la rivoluzione, nel 1690, Cibber iniziò a lavorare come attore nella compagnia teatrale di Thomas Betterton al Teatro Reale di Drury Lane. "Povero, ed in disaccordo con i suoi genitori, entrò nel mondo del teatro in un momento in cui gli attori perdevano potere a vantaggio degli impresari teatrali", il 6 maggio 1693 sposò Katherine Shore, la figlia di Matthias Shore, sergente trombettista nella banda reale.

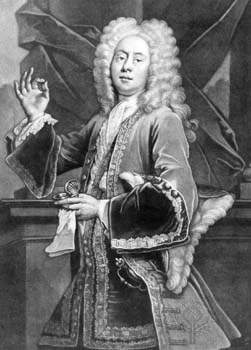
Colley Cibber nel ruolo di Lord Foppington della commedia The Relapse di John Vanbrugh

Cibber e Katherine ebbero 12 figli tra il 1694 e il 1713. Sei morirono in tenera età e la maggior parte dei figli sopravvissuti non vennero ben trattati nel suo testamento. Catherine, la figlia maggiore superstite, sposò il colonnello James Brown e pare che sia stata la figlia che si prese cura del padre anziano e rimasto vedovo nel 1734. Catherine venne ampiamente ricompensata alla morte del padre che le lasciò maggior parte del suo patrimonio. Le altre figlie più piccole, Anne ed Elizabeth, si misero in affari. Anne gestiva un negozio che vendeva alimentari e casalinghi, sposò John Boultby. Elizabeth gestiva un ristorante vicino Gray's Inn, sposò in prime nozze Dawson Brett e una volta rimasta vedova sposò Joseph Marples. L'unico figlio di Colley Cibber a raggiungere l'età adulta fu Theophilus, che seguì le orme del padre recitando al Drury Lane, tuttavia fu di grande imbarazzo per il genitore a causa della sua scandalosa vita privata. L'altro figlio maschio che superò l'infanzia fu James, che morì nel 1717. La figlia minore di Colley Charlotte si dedicò alla recitazione, ma per i contrasti con il padre e la sorella Catherine cessò ogni rapporto con i suoi.
Dopo un debutto poco felice come attore, Cibber divenne un commediografo popolare scrivendo lavori originali ed adattando testi per il teatro, divenendo un impresario teatrale autorizzato. Assunse la direzione del Teatro Reale di Drury Lane nel 1710 mostrando grandi attitudini dal punto di vista commerciale, anche se meno dal punto di vista artistico. Nel 1730, Cibber venne nominato poeta laureato, una nomina che procurò lo sdegno di Alexander Pope e di altri critici che lo fecero oggetto di feroce satira. Fuori dal palcoscenico fu un abile giocatore d'azzardo e fu tra gli investitori nella South Sea Company.
Negli ultimi due decenni della sua vita, Cibber rimase un'importante figura nella società dell'epoca e villeggiava nei migliori centri termali dell'Era georgiana come Royal Tunbridge Wells, Scarborough e Bath. Fu amico dello scrittore Samuel Richardson, dell'attrice Margaret Woffington e della poetessa Laetitia Pilkington. All'età di settantatré anni, Cibber fece la sua ultima apparizione sulle scene con il personaggio di Pandulph nel suo lavoro Tyrannie papale sous le règne du Roi Jean al Covent Garden il 15 febbraio 1745, una misera parafrasi dell'opera di Shakespeare. Nel 1750 si ammalò gravemente e raccomandò a succedergli nel titolo di poeta laureato, il suo amico e protetto Henry Jones. Cibber, comunque, si riprese e Jones, invece, passò nel dimenticatoio. Cibber morì all'improvviso nella sua casa in Berkeley Square a Londra, nel dicembre 1757, lasciando esigui lasciti a quattro dei suoi cinque figli superstiti. Lasciò 1.000 sterline a ciascuna delle sue nipoti, Jane ed Elizabeth (le figlie di Theophilus) e il resto del suo patrimonio alla figlia maggiore Catherine. Colley Cibber venne sepolto il 18 dicembre probabilmente nella Grosvenor Chapel in South Audley Street.

## L'Autobiografia

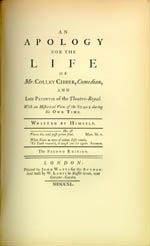
Frontespizio dellApology di Cibber, edizione del 1740

La colorita An Apology for the Life of Colley Cibber (1740), è impostata su un tono pettegolo, aneddotico, fatuo ed è a volte imprecisa. Il termine apologia, è da intendere come una dichiarazione in difesa delle proprie azioni piuttosto che una dichiarazione di rammarico per aver trasgredito.
Nel testo vengono ignorati praticamente la moglie e la famiglia di Cibber, che invece scrisse in dettaglio del suo tempo dedicato al teatro, specialmente i suoi primi anni da attor giovane al Drury Lane, offrendo un vivido resoconto delle micidiali rivalità e degli imbrogli che a quel tempo caratterizzavano l'attività delle compagnie teatrali, oltre a fornire delle attente descrizioni degli attori con i quali ebbe modo di lavorare. Comunque l'Apology, come è stato sottolineato dai contemporanei e dai commentatori successivi, per quanto concerne la prima parte della carriera di Cibber, è inaffidabile riguardo alla cronologia e alla descrizione di altri fatti nudi e crudi, visto che fu scritta 50 anni dopo gli eventi narrati e senza far riferimento alcuno a diari o appunti. Nondimeno, è una preziosa fonte per la conoscenza di tutti gli aspetti della vita teatrale nella Londra della prima metà del XVIII secolo, la cui documentazione resta comunque scarsa. Poiché Cibber lavorò con molti attori fin dai primi giorni del teatro del periodo della Restaurazione inglese, come Thomas Betterton ed Elizabeth Barry e visse fino a vedere recitare David Garrick, è da considerarlo come un testimone del passaggio dai precedenti stili recitativi manierati a quelli successivi più naturalistici.
La Apology ebbe successo e favorì un buon intrito per Cibber. Il suo autocompiacimento, comunque, fece infuriare alcuni dei suoi contemporanei, in particolare Pope, tuttavia il solito critico Samuel Johnson dovette ammettere che era "molto divertente e molto ben fatta". L'Apology ebbe quattro edizioni e generazioni di lettori l'hanno trovata divertente e coinvolgente, formandosi l'immagine di un autore sempre "felice per le sue personali opinioni, le migliori di tutte; pieno di vivido spirito e capace di unire la stringatezza del giovane con la loquacità dell'anziano."

## Cibber, l'attore

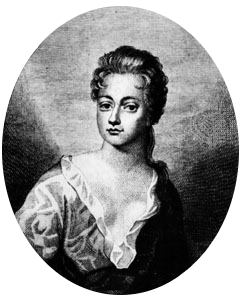
Cibber ebbe "scarsissime speranze di poter mai recitare nel ruolo di amante con" la famosa attrice, Mrs. Bracegirdle.

Cibber iniziò la sua carriera di attore al Drury Lane Theatre nel 1690 e per diversi anni riscosse poco successo. "La prima idea che si accende nella testa di un giovane attore" scrisse nella sua autobiografia mezzo secolo più tardi, "è quella di essere un eroe: questa mia aspirazione crollò a causa della insufficiente mia voce; a cui si poteva anche aggiungere una magrezza estrema....ed una carnagione pallida da morto. In queste condizioni, avevo scarsissime speranze di poter mai recitare nel ruolo di amante con Mrs. Bracegirdle, cosa che speravo la mia gioventù un giorno mi avrebbe consentito di realizzare."
A quel tempo il teatro a Londra era in una situazione di decadenza dopo i fasti degli inizi della Restaurazione. Le compagnie teatrali, King's Company e Duke's Company avevano costituito un monopolio che ridusse gli attori in una posizione di debolezza negoziale e in balia del tirannico gestore Christopher Rich. Quando gli attori di maggior spicco si ribellarono e fondarono una loro società cooperativa nel 1695, Cibber—"saggiamente", come si legge nel Biographical Dictionary of Actors—rimase con i resti della vecchia compagnia, "in cui la concorrenza era meno assillante". Dopo cinque anni, Cibber non aveva ancora conseguito un successo significativo come attore e non gli erano state assegnate le agognate parti da eroe o da amoroso. Tuttavia, il riaccendersi della rivalità tra vecchia e nuova compagnia creò un'improvvisa richiesta di nuovi lavori teatrali e Cibber colse al volo l'occasione per scrivere una commedia nella quale si riservò un importante e scoppiettante ruolo. Conseguì un duplice trionfo: la sua commedia Love's Last Shift, or Virtue Rewarded (1696) fu un grande successo e la sua disinibita esibizione nei panni del damerino alla francese, Sir Novelty Fashion ("un bellimbusto che ama essere il primo in tutte le leziosità") deliziò le platee. Cibber veniva ormai indicato come commediografo e come attore.
In seguito, quando spettò a Cibber dire l'ultima parola nella scelta degli attori al Drury Lane, scrisse o adattò varie tragedie per soddisfare la sua continua brama di interpretare "un Eroe". Tuttavia, le sue interpretazioni di parti del genere non incontrarono mai il consenso del pubblico, che voleva vederlo interpretare leziosi damerini, una sorta di personaggio che alla fin fine andava bene sia per la sua reputazione privata di uomo vanitoso, sia per il suo ampolloso modo di recitare e la sua abitudine di improvvisare. Il suo ruolo più famoso per il resto della carriera rimase quello di Lord Foppington in The Relapse, una continuazione di Love's Last Shift però scritta da John Vanbrugh, che ebbe la prima nel 1696 con Cibber che riprendeva la sua prestazione come Sir Novelty Fashion, però nelle vesti del nuovo personaggio, il nobile Lord Foppington. Pope riferisce del tripudio del pubblico nel salutare il minuto Cibber che indossava l'enorme parrucca di Lord Foppington, allorché entrava in scena portato nella sua portantina. Vanbrugh, presumibilmente, scrisse la parte di Lord Foppington proprio per "soddisfare le eccentricità tripiche dello stile recitativo di Cibber.".

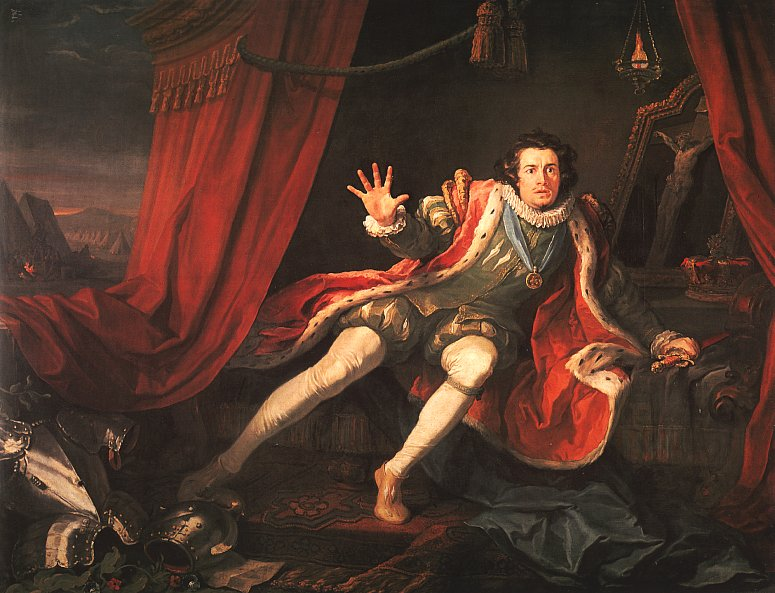
L'innovativa e realistica interpretazione che David Garrick diede di Riccardo III pose fine alla tradizione melodrammatica di Cibber

Gli sforzi che Cibber pose in atto per interpretare ruoli tragici vennero ridicolizzati dai suoi contemporanei: quando Cibber nel ruolo di Riccardo III interpretò la scena d'amore con Lady Anne, il Grub Street Journal così scrisse, "Cibber sembra un borseggiatore, con il suo stringersi nelle spalle e con le sue smorfie pare uno che ha in mente di far sua la borsetta più che il cuore di lei". Cibber calcò il palcoscenico ogni anno, salvo in due occasioni (nel 1727 e nel 1731), fra il debutto nel 1690 ed il suo ritiro nel 1732, interpretando più di 100 ruoli in quasi 3.000 rappresentazioni documentate. Dopo aver venduto nel 1733 la sua quota di partecipazione nel Drury Lane Theatre e pur godendo di una vecchiaia benestante, Cibber di tanto in tanto ritornava sul palcoscenico per interpretare le classiche parti da bellimbusto della commedia del periodo della Restaurazione, nelle quali era molto apprezzato dal pubblico. Rimasero leggendarie le sue interpretazioni di Lord Foppington, Sir Courtly Nice e Sir Fopling Flutter. Il critico John Hill nella sua opera del 1775 The actor, or, A treatise on the art of playing, descrisse Cibber come "il miglior Lord Foppington di sempre, perché nella vita reale (con tutto il rispetto da parte di uno che lo ama) egli aveva proprio un che del bellimbusto". Nella stagione 1738–39, Cibber interpretò Shallow nell'Enrico IV, Parte II di Shakespeare ed ottenne ottime critiche, ma il suo Riccardo III (nell'adattamento da lui fatto) non fu ben accolto. Nel bel mezzo della rappresentazione, Cibber sussurrò al collega attore Benjamin Victor che voleva tornarsene a casa, forse perché si era reso conto che era troppo vecchio per quella parte e per gli impegni psicofisici che essa richiedeva. Cibber tentò anche l'interpretazione di ruoli tragici scritti da Ben Jonson, John Dryden ed altri, ma sempre con poco successo. Verso la fine della sua carriera, il pubblico era ormai preso dall'innovativo realistico modo di recitare della stella nascente David Garrick, che debuttò a Londra nel 1741 interpretando la parte di Riccardo III proprio nell'adattamento di Cibber. Cibber ritornò sul palcoscenico per un'ultima volta nel 1745 nel ruolo del cardinale Pandulph nel suo dramma Papal Tyranny in the Reign of King John.

## Cibber, l'impresario

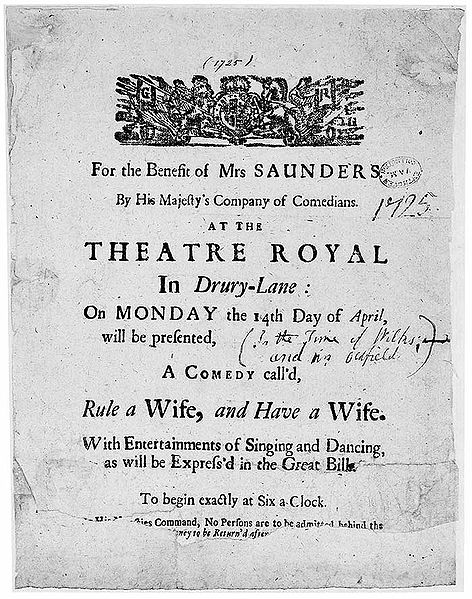
Locandina del Theatre Royal Drury Lane, Londra, 1725

La carriera di Cibber sia come attore che come impresario teatrale è di notevole rilievo nella storia del teatro inglese perché egli fu uno dei primi di quella lunga e illustre serie di attori-impresari come David Garrick, Henry Irving ed Herbert Beerbohm Tree. Passando da attore del Drury Lane a consigliere dell'impresario Christopher Rich, Cibber gradatamente giunse a controllare la compagnia teatrale, innanzitutto trattenendo molti dei suoi attori—tra cui Thomas Doggett, Robert Wilks e Anne Oldfield—per costituire una nuova compagnia al Queen's Theatre in Haymarket. Dopo che a Rich venne revocata la lettera-patente, i tre attori poterono acquisire il controllo della compagnia e nel 1711 ritornarono al Theatre Royal. Dopo alcuni anni tempestosi caratterizzati dalla lotta per il comando fra il prudente Dopggett e lo stravagante Wilks, Doggett venne sostituito da un nascente attore, Barton Booth e Cibber, in pratica, divenne amministratore unico del Drury Lane. A Cibber si deve l'impostazione della linea di condotta a cui si attennero gli attori di successo e più carismatici che gli sarebbero succeduti nel ruolo di attori-impresari. Il suo quasi contemporaneo David Garrick, così come gli attori-impresari del XIX secolo, Irving e Tree, avrebbero strutturato le loro carriere di commediografi e la loro identità di impresari a partire dalle loro sorprendenti personalità di animali da palcoscenico. Il forte di Cibber come attore-impresario fu invece nella sua abilità organizzativa. Fu un imprenditore intelligente, innovativo e senza scrupoli che al contempo coltivò sempre in sé l'amore per la recitazione. Il suo trionfo consistette nel aver raggiunto una posizione tale che, in conseguenza del suo potere esclusivo di produzione e assegnazione delle parti presso il Drury Lane Theatre, il pubblico londinese dovette accettarlo come attore. L'unico rilevante errore commesso da Cibber come impresario teatrale fu quello di non aver accettato di rappresentare L'opera del mendicante di John Gay, che invece risultò un successo eccezionale per l'impresario John Rich che la mise in scena al Lincoln's Inn Fields. Quando Cibber cercò di imitare il successo di John Gay con la sua ballata—Love in a Riddle (1729)—venne sonoramente fischiato tanto da annullare la replica della sua opera. Comunque, Cibber recuperò la parte comica di quell'insuccesso riversandola in una nuova opera, Damon and Phillida.
Cibber aveva imparato dal cattivo esempio dell'impresario Christopher Rich ad essere per i suoi attori un datore di lavoro attento e alla mano, tuttavia si fece dei nemici fra i letterati a causa del potere che esercitava sugli autori. Egli respingeva tutte le opere che non riteneva foriere di buon incasso oppure le rielaborava a suo piacere, senza pietà. Molti autori erano indignati dai suoi metodi orientati al solo business, come esempio di ciò basti ricordare come Cibber si dimise da impresario. Nel 1732, Booth vendette la sua quota partecipativa a John Highmore mentre la quota di Wilks finì nelle mani di John Ellys, alla morte di Wilks. Cibber cedette in uso al figlio, lo scapestrato Theophilus, la propria quota per 442 sterline, ma quando Teophilus litigò con gli altri impresari, questi ultimi si rivolsero direttamente a Cibber senior per acquistare la sua quota. Senza consultare il figlio, Cibber vendette per 3.000 sterline la sua quota agli altri due impresari che subito misero da parte Theophilus. Secondo alcuni, fu Cibber a spingere suo figlio a mettersi a capo della ribellione degli attori del 1733 e a lavorare per l'Haymarket Theatre, rendendo così senza alcuna valore la quota che aveva precedentemente venduta.
A nome di suo figlio, Cibber fece richiesta di una lettera patente per esibirsi al Haymarket, ma questa venne respinta dal Lord Ciambellano, che era rimasto "disgustato dalla condotta di Cibber." I gestori del Drury Lane cercarono di opporsi a Cibber facendo arrestare per vagabondaggio il suo primo attore, John Harper. L'opinione pubblica si schierò con Theophilus Cibber e Harper venne scarcerato. I gestori del Drury Lane furono sconfitti e Theophilus riprese il controllo della compagnia teatrale alle sue condizioni.

## Cibber, il poeta
La nomina di Cibber a poeta laureato nel dicembre del 1730 venne ampiamente considerata come un riconoscimento politico piuttosto che artistico, come una ricompensa per il suo indefesso sostegno dei Whig, il partito del Primo Ministro Robert Walpole. La maggior parte degli scrittori, quali Jonathan Swift, Alexander Pope e Henry Fielding, vennero esclusi dal concorso perché appartenevano al Partito Tory. I versi di Cibber ebbero pochi ammiratori e di loro egli disse con ironia che non gliene importava un bel niente. Le sue odi indirizzate alla famiglia reale ed altri componimenti che era tenuto a stilare come Poeta Laureato furono accolti con particolare disprezzo e fatti segno di una raffica di parodie anonime, alcune delle quali Cibber sostenne nella sua Apology di avere lui stesso scritte. Nel XX secolo, D. B. Wyndham-Lewis e Charles Lee ritennero alcune delle poesie di Cibber abbastanza divertenti da includerle nella loro classica "antologia di brutti versi", The Stuffed Owl (1930). Tuttavia, Cibber fu perlomeno altrettanto illustre quanto i quattro immediati predecessori poeti laureati, tre dei quali erano anche drammaturghi più che poeti.

## Cibber, ilsomaroper Alexander Pope

### Guerra dipamphlet
Sin dagli inizi del XVIII secolo, quando Cibber iniziò ad essere l'uomo di fiducia di Rich al Drury Lane Theatre, il suo opportunismo e la sua personalità insensibile furono all'origine di molte stoccate da parte della stampa, in particolare rivolte contro le sue opere raffazzonate. I primi attacchi furono per lo più anonimi, ma non ci volle molto a capire che Daniel Defoe e Tom Brown potevano esserne gli autori. In seguito, anche Jonathan Swift, Henry Fielding e John Dennis fustigarono Cibber dalle colonne dei giornali. Tuttavia, il contrasto più famoso per l'epoca fu quello tra Colley Cibber e Alexander Pope.
Il primo ad accendere le polveri fu Pope nel 1717 quando collaborò con John Arbuthnot e John Gay a scrivere una farsa, Three Hours After Marriage, in cui uno dei personaggi, "Plotwell" era modellato sulle caratteristiche di Cibber. Ciò nonostante, Cibber portò in scena la commedia al Drury Lane e interpretò la parte di Plotwell, ma la rappresentazione non fu ben accolta. Durante la rappresentazione di un'altra commedia, Cibber introdusse pesanti allusioni rivolte agli autori di Three Hours After Marriage, proprio mentre Pope si trovava tra il pubblico. Pope si infuriò, mentre Gay arrivò addirittura allo scontro fisico con Cibber in occasione di una successiva rappresentazione. Pope pubblicò un violento pamphlet contro Cibber e continuò il suo assalto letterario per i successivi 25 anni.

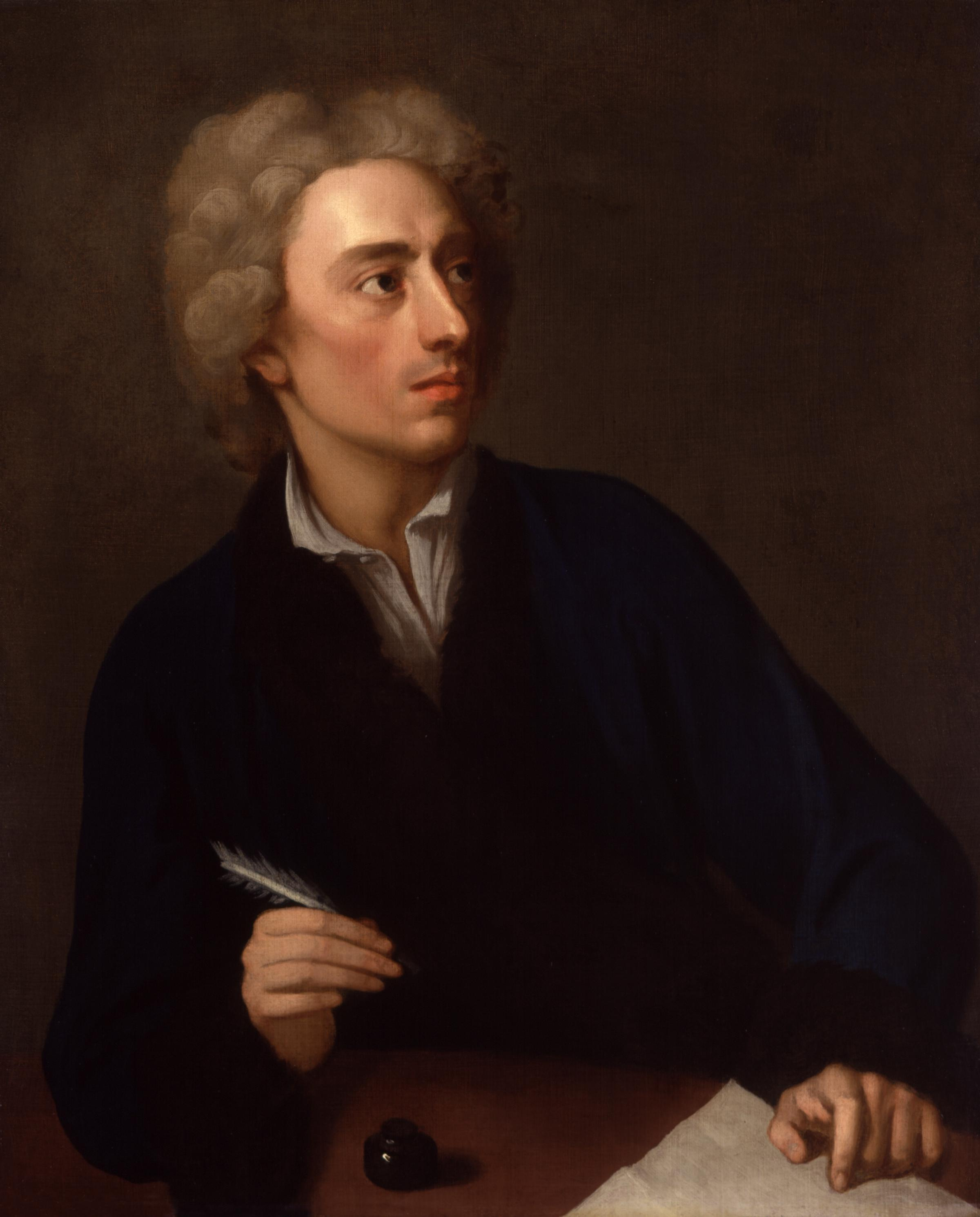
Alexander Pope fece di Cibber l'eroe definitivo del poema eroicomico Dunciad (Asineide).

Nella prima stesura del suo poema satirico Dunciad (Asineide) (1728), Pope si rivolgeva in modo sprezzante a Cibber e alle sue opere definendole "rappezzate, vecchie, resuscitate" e frutto di un "ingegno inferiore a quello che Dio ha concesso ad una scimmia". La nomina di Cibber a poeta laureato nel 1730 fece sì che Pope fosse ancor più sferzante nei confronti di Cibber. La preferenza accordata a Cibber nasceva da motivi politici, poiché era dalla parte dei Whig e del primo ministro Robert Walpole, Pope, invece, stava dalla parte dei Tory. La nomina di Cibber a poeta laureato fu presa come qualcosa di stravagante, visto che a quel tempo andavano per la maggior ben altri nomi, come Pope, Gay, Thomson, Ambrose Philips ed Edward Young. Un icastico epigramma dell'epoca così recitava: 
Pope, mortificato per la nomina di Cibber a poeta laureato e allibito dalla vanagloria profusa da Cibber nella sua Apology (1740), non perse occasione per attaccarlo e avere dalla sua il pubblico divertito. Per la maggior parte delle volte Cibber replicò abbastanza di buon umore alle frecciate di Pope ("alcune delle quali sono chiaramente di cattivo gusto" fece notare Lowe), finché nel 1742 Cibber inferse un colpo basso a Pope indirizzandogli A Letter from Mr. Cibber, to Mr. Pope, inquiring into the motives that might induce him in his Satyrical Works, to be so frequently fond of Mr. Cibber's name. In questo pamphlet, l'attacco da parte di Cibber partì da un riferimento a quanto scritto da Pope in Epistle to Arbuthnot (1735) riguardo ad "una puttana", la quale offrì a Cibber la possibilità di rispondere a Pope citando uno scandaloso aneddoto sulla visita di Pope in un bordello. "Devo proprio", scrisse Cibber, "dire che credo di sapere più io del tuo bazzicare puttane che tu del mio; perché non ricordo di aver mai fatto a te confidenza delle mie frequentazioni, mentre io sono stato più che un testimone oculare delle tue." Dal momento che Pope era alto poco più di metri 1.30 ed aveva la gobba per una tubercolosi ossea contratta da giovane, Cibber considerava la vista di Pope insieme ad una donna come qualcosa di divertente ed ironizzava sulla "ridotta virilità" di Pope. Per una volta chi si divertiva era dalla parte di Cibber e la storiella "sollevò un'omerica risata a spese di Pope". Pope non rispose direttamente, ma si prese una delle più celebri rivincite nella storia della letteratura. Nella edizione rivisitata della Dunciad pubblicata nel 1743, Pope mise Colley Cibber come il Re dei Somari al posto di Lewis Theobald.

### IlRe dei Somari

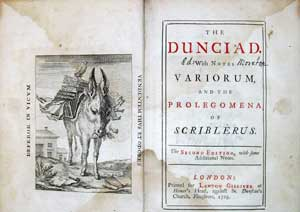
Frontespizio della Dunciad Variorum, 1729

Le allusioni sprezzanti nei confronti di Cibber nelle versioni consecutive dell'eroicomica Dunciad di Pope, susseguitesi nell'arco temporale 1728-1743, si andarono sempre più elaborando, man mano che il conflitto tra i due uomini sai acuiva sempre più, fino a quando, nella versione finale del poema, Pope incoronò Cibber "Re dei Somari". Dall'essere solo un sintomo della decadenza artistica della Gran Bretagna, Cibber venne trasfigurato nel semidio della stupidità, il figlio legittimo della dea Ottusità. A prescindere dalle questioni personali, Pope aveva i suoi buoni motivi di opportunità letteraria perché Cibber prendesse il posto di Lewis Theobald nella parte del Re. Theobald, che aveva messo in imbarazzo Pope contrastando la sua edizione di Shakespeare fatta nel 1725 con la propria edizione accademica del 1726, scrisse anche propaganda elettorale per il partito Whig, così come le opere drammatiche che per Pope erano un abominio per il loro miscuglio di tragedia e per le pantomime di "basso profilo". Comunque, Cibber veniva ancor meglio nei panni del Re, perché era una persona di più alto livello, sia come opportunista politico che come potente gestore del Drury Lane Theatre. Per di più la letteraria incoronazione a Re si collegava più che bene con la nomina a Poeta Laureato ottenuta tramite le raccomandazioni politiche e i succesasi teatrali. Per tutto ciò, Cibber era per Pope l'epitome di tutto ciò che era sbagliato nella mondo letterario inglese. Pope, nella prefatoria Hyper-critics of Ricardus Aristarchus della edizione del 1743 di Dunciad, spiega che Cibber è il personaggio perfetto di una parodia eroicomica, poiché nella sua Apology si trovano tutte le caratteristiche necessarie per avere in negativo un eroe epico. Per Pope, un eroe epico deve essewre dotato di saggezza, coraggio e amor gentile e quindi l'anti-eroe epico deve essere vanitoso, impudente e dissoluto. Come saggezza, coraggio e amore si combinano per dar vita ad un eroe magnanimo, così vanità, impudenza e dissolutezza si combinano per rendere la buffonagine di un anti-eroe. Le revisioni di Dunciad da parte di Pope, tuttavia vennero considerate un po' troppo sbrigative dai critici che sottolinearono come Pope, pur di godersi la sua vendetta, cadde nell'incoerenza di alcuni passaggi che danneggiarono il suo poema.

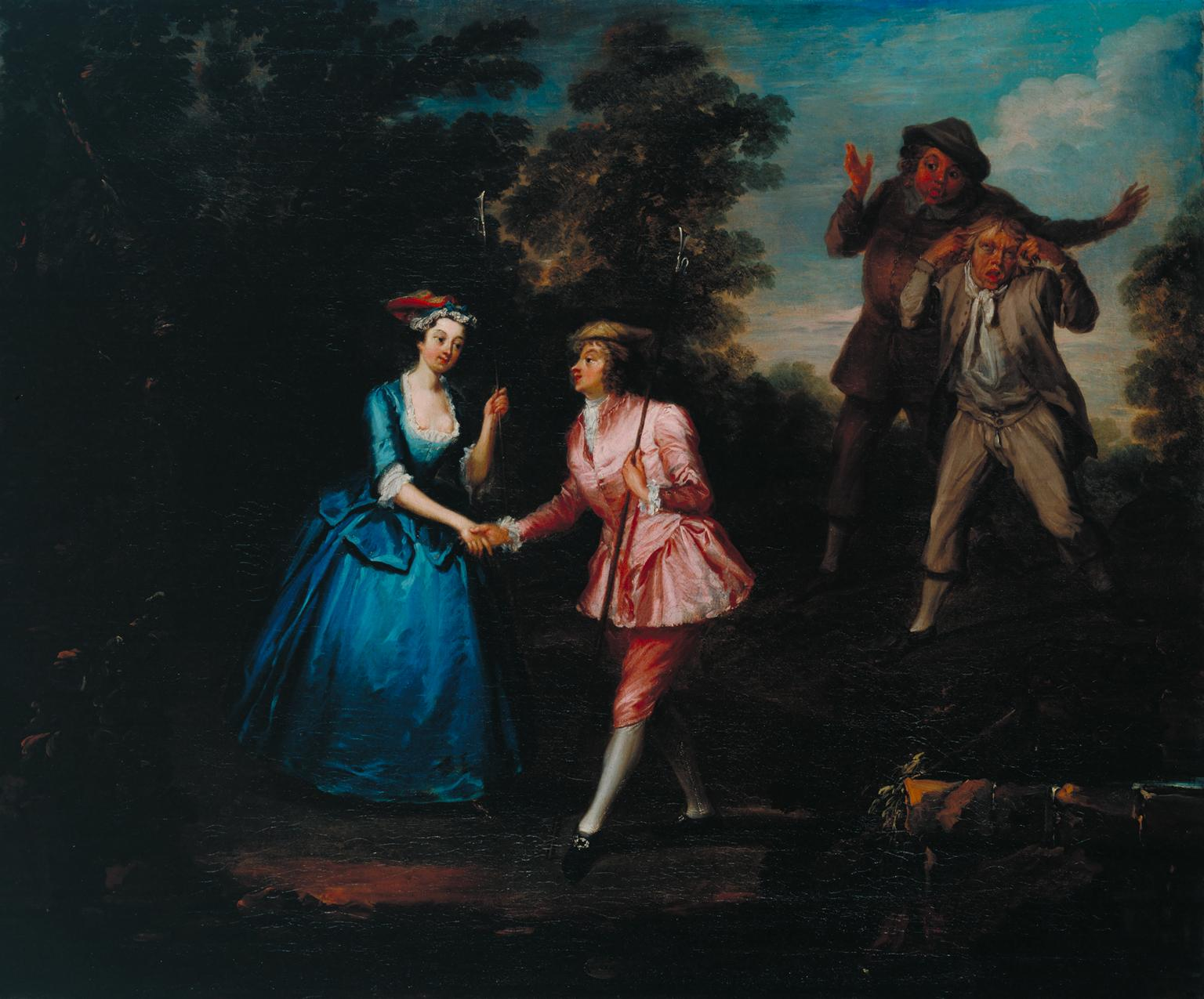
"Mostruosi Miscugli che hanno così a lungo infestato le Scene": una scena della farsa pastorale di Cibber Damon and Phillida. L'attrice Charlotte Charke, figlia di Cibber, interpreta in panni maschili il personaggio Damon.

Scrivendo del degrado del gusto causato dagli effetti teatrali, Pope cita proprio le parole della confessione di Cibber nell'Apology: 
A tal proposito, nelle note aggiunte alla Dunciad, Pope definisce Cibber un ipocrita.
Una volta che Pope colpì nel segno, Cibber divenne un facile bersaglio di altre satire. Venne attaccato come l'epitome dell'opera letteraria brutta esteticamente e moralmente, e ancor di più per i peccati confessati nella sua autobiografia. Infatti, nell'Apology, Cibber parla audacemente di se stesso e si autoincensa. Anche se le principali figure del tempo erano gelose della loro fama, un'autopromozione così sfrontata fu davvero scioccante perché Cibber offese al contempo l'umiltà cristiana e la modestia signorile. Inoltre, Cibber coerentemente non si accorge delle proprie colpe, elogia i suoi vizi e non chiede scusa per le sue malefatte; perciò a scioccare i contemporanei non fu l'autobiografia in se stessa ma il modo in cui venne composta. Il suo stile prolisso e pettegolo, convenzionale in poesia e a volte incoerente in prosa, era destinato ad apparire ancor peggio di quanto fosse allorché venne sotto la lente di un maestro quale era Pope. Il confronto indusse Henry Fielding a scrivere , nel numero di The Champion del 17 maggio 1740, di essere tentato di accusare Cibber di assassinio della lingua inglese. L'arguzia Tory ebbe un tale successo nel bersagliare Cibber che l'immagine storica di quest'uomo fu quasi cancellata e fu come Re dei somari ad essere trasmessa ai posteri.

## Discendenza artistica
- Theophilus Cibber, suo figlio, fu anch'egli un attore e scrittore di testi teatrali.
- Charlotte Charke, nata Cibber, fu attrice, scrittrice di testi teatrali e romanzi.

## Opere teatrali
I lavori indicati di seguito vennero rappresentati al Teatro di Drury Lane, salvo menzione contraria. Le date sono quelle della prima rappresentazione conosciuta.
- Love's Last Shift (Comedy, January 1696)
- Woman's Wit (Comedy, 1697)
- Xerxes (Tragedy, Lincoln's Inn Fields, 1699)
- The Tragical History of King Richard III (Tragedy, 1699)
- Love Makes a Man (Comedy, December 1700)
- The School Boy (Comedy, advertised for 24 October 1702)
- She Would and She Would Not (Comedy, 26 November 1702)
- The Careless Husband (Comedy, 7 December 1704)
- Perolla and Izadora (Tragedy, 3 December 1705)
- The Comical Lovers (Comedy, Haymarket, 4 February 1707)
- The Double Gallant (Comedy, Haymarket, 1 November 1707)
- The Lady's Last Stake (Comedy, Haymarket, 13 December 1707)
- The Rival Fools (Comedy, 11 January 1709)
- The Rival Queans (Comical-Tragedy, Haymarket, 29 June 1710), una parodia di The Rival Queens di Nathaniel Lee.[64]
- Ximena (Tragedy, 28 November 1712)
- Venus and Adonis (Masque, 12 March 1715)
- Myrtillo (Pastoral, 5 November 1715)
- The Nonjuror (Comedy, 6 December 1717)
- The Refusal (Comedy, 14 February 1721)
- Cæsar in Egypt (Tragedy, 9 December 1724)
- The Provoked Husband (scritta con Vanbrugh, comedy, 10 January 1728)
- Love in a Riddle (Pastoral, 7 January 1729)
- Damon and Phillida (Pastoral Farce, Haymarket, 16 August 1729)
- Papal Tyranny in the Reign of King John (Tragedy, Covent Garden, 15 February 1745)

Bulls and Bears, una farsa presentata al Drury Lane il 2 dicembre 1715, è stata attribuita a Cibber ma non venne mai pubblicata. The Dramatic Works of Colley Cibber, Esq. (London, 1777) comprende una commedia intitolata Flora, or Hob in the Well, ma non è di Cibber. Hob, or the Country Wake. A Farce. By Mr. Doggett venne attribuita a Cibber da William Chetwood nella sua General History of the Stage (1749), ma John Genest nella sua Some Account of the English Stage (1832) riteneva fosse di Thomas Doggett. Altre opere attribuite a Cibber ma probabilmente non sue sono Cinna's Conspiracy, presentata al Drury Lane il 19 febbraio 1713 e The Temple of Dullness del 1745.